# Manuel Bonmatí de Cendra
Manuel Bonmatí de Cendra (Bonmatí, Amer, 3 de març de 1853 - Bonmatí, Amer, 6 d'agost de 1914) va ser un empresari i polític carlista espanyol, fundador de la colònia industrial Bonmatí, una de les més destacades de la comarca de la Selva per la seva posició privilegiada. En ella treballarien centenars d'obrers fins a la seva desaparició el 1978.

## Biografia
Manuel Bonmatí de Cendra va néixer el 1853 a la casa pairal de Bonmatí, que pertanyia al municipi d'Amer. Era fill de Juan Bonmatí i Masachs (1843-1876) i de Joaquina Cendra i Carreras (1828-1915). A causa de la mort prematura del seu pare en un accident en una mina de Sant Julià, Manuel va assumir, juntament amb la seva mare, la direcció de la casa i de la seva família de vuit germans. El 1885 es va casar amb Ramona Calderón de Centelles, de la qual va enviduar 14 anys després. El matrimoni va tenir dos fills: José María i Montserrat.
Havent heretat una quantiosa fortuna del seu pare, entre 1896 i 1903 va dur a terme el seu projecte de la nova colònia industrial Bonmatí, convertint uns terrenys silvestres situats prop del riu Ter en l'embrió d'un futur poble que portaria el seu nom. El 1896 va iniciar les obres del canal que conduiria l'aigua a les tres fàbriques i va beneir una petita capella. Els dos anys següents va aixecar la primera nau i el primer carrer de la colònia. En el lloc de l'anterior capella, el 1902 se'n va erigir una de més gran. També es deu a Manuel Bonmatí la construcció del pont sobre el riu Ter.
En la seva faceta política, Manuel Bonmatí va ocupar un lloc preeminent en els organismes del carlisme gironí. El 1903 va fundar a Girona el setmanari El Tradicionalista i va ser elegit diputat provincial. Després d'adherir-se a la Solidaritat Catalana, el 1907 va ser triat senador per la província de Girona. Posteriorment seria nomenat senador vitalici. Era el cap natural dels carlistes de la província de Girona, càrrec que li va ser atorgat després de manera oficial per les autoritats superiors de la Comunió Tradicionalista. A la mateixa ciutat va fundar el 1910 el diari tradicionalista El Norte, del que va ser propietari.
Per motius de salut, el 1911 va abandonar els seus càrrecs i la seva actuació pública. Va morir a la seva casa pairal el 1914 i va ser enterrat en el panteó familiar del nou cementiri que va fer construir a Bonmatí. El seu fill José María Bonmatí va assumir el negoci familiar. En el seu honor una plaça de l'antiga colònia de Bonmatí, avui municipi de Sant Julià del Llor i Bonmatí, porta el nom de «Plaça de Don Manuel». Va ser oncle del periodista Manuel Bonmatí i Romaguera.